# Легитимност
Легитимността е концепция за основите на политическия режим и неговите представители, които карат гражданите да приемат действията и заповедите им като законни и истинни. Легитимността произтича не от официалните закони и актове, а от общественото одобрение и приемливост, които държавното управление поражда в управляваните. Тя е резултат от нерегламентирани норми или ценности, които подлежат на съгласието и одобрението на повечето граждани.

## Видове легитимност
Според теорията на германския социолог Макс Вебер във всички човешки общества в историята откриваме три основни типа легитимност. Първият тип е рационалната легитимност. Тя се основава на писани закони и правила, според които действат управляващите и които гражданите следват (пример за режим, основан на този тип легитимност, е представителната демокрация). Вторият тип е традиционната легитимност и тя се проявява, когато дадени традиции се приемат за неприкосновени (монархията се базира на този тип легитимност). Третият тип легитимност е харизматичната, произтичаща от предаността към дадена харизматична личност, която често се смята за надарена със свръхестествени качества (този тип легитимност е разпространен в чист вид при господството на племенните вождове). Според Вебер елементи от тези типове легитимно господство се срещат във всяко едно управление.

## Съвременна представа
Разпространената днес концепция за легитимната власт е сложна и включва няколко измерения на легитимността. Първото е легалността, тоест доколко държавната власт се упражнява според установените закони и правила. Второто ниво на легитимност се определя според това до каква степен властта произтича от законен и валиден източник. Третото измерение на легитимността е публичната легитимация на управлението. Тя се изразява в публичното одобрение на управляваните граждани за властта чрез действия, потвърждаващи тяхната подкрепа, и в признаването на властта от други легитимни авторитети. Легитимността е едно от необходимите условия за стабилна държавна власт.